# Vila Corviniana
Vila Corviniana (fostă Casa  Hirschenhauser) este un monument istoric aflat pe teritoriul municipiului Hunedoara

## Amplasare și trăsături
Ansamblul care cuprinde clădirea monument istoric și clădirea parter alăturată ei este amplasat la colț de stradă, în zona centrului vechi al municipiului Hunedoara, pe malul stâng al râului Cerna, care străbate orașul de la sud spre nord.
Clădirea monument istoric are o structură arhitectonică care domină zona centrului vechi și constituie prin amplasarea ei un „cap de perspectivă” important, dominat de o structură și o decorație arhitecturală tipică stilului „secession” și accentuat de întâlnirea celor două fațade principale (de nord și de est) într-un „bow-window” cu o secțiune cu colțurile rotunjite în plan, acoperit cu un coif-calotă, de formă ovoidală. La acestea se adaugă și alte elemente de stil arhitectural: semibowindoul de la etajul fațadei de est, dinspre râul Cerna, bslconul cu parapet din zidărie din fațada de nord, câte două aticuri-frontoane supraînălțate, în fiecare dintre cele două fațade, ferestrele înalte ale etajului, cu ancadramente în relief, accentuate la partea superioară.
Aspectul clădirii este marcat și de prezența unor motive geometrice și vegetale elegante, care decorează cele două fațade ale clădirii și de o parte din tâmplăria  originală, care se păstrează doar la nivelul etajului. Valoarea istorică și artistică a clădirii este sporită și  de faptul că în interiorul încăperilor s-au păstrat formele și ancadramentele originare ale ușilor interioare, iar un element remarcabil este balustrada scării de acces la etaj, care poate fi considerată o operă de artă în domeniul feroneriei. Balustrada amintește de stilul „Art-Deco”.
Acoperișul este o șarpantă în patru ape, iar învelitoarea este din plăci de eternit.
Clădirea a avut în decursul timpului diverse funcțiuni, între care cele de locuință, cu spații comerciale la parter, au fost dominante.

## Legături externe
- Fișă și localizare de monument

## Vezi și
- Hunedoara

## Imagini din exterior

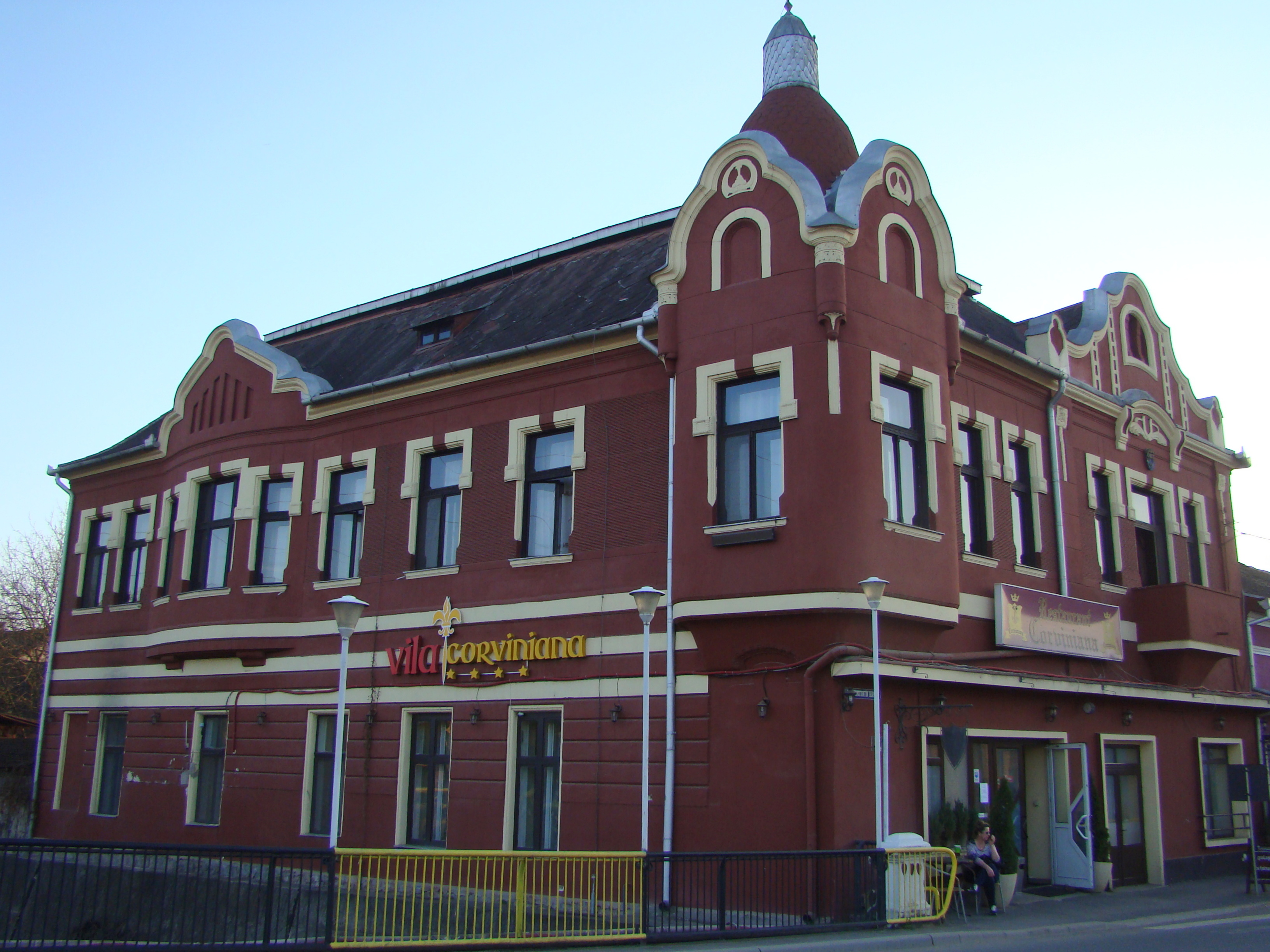
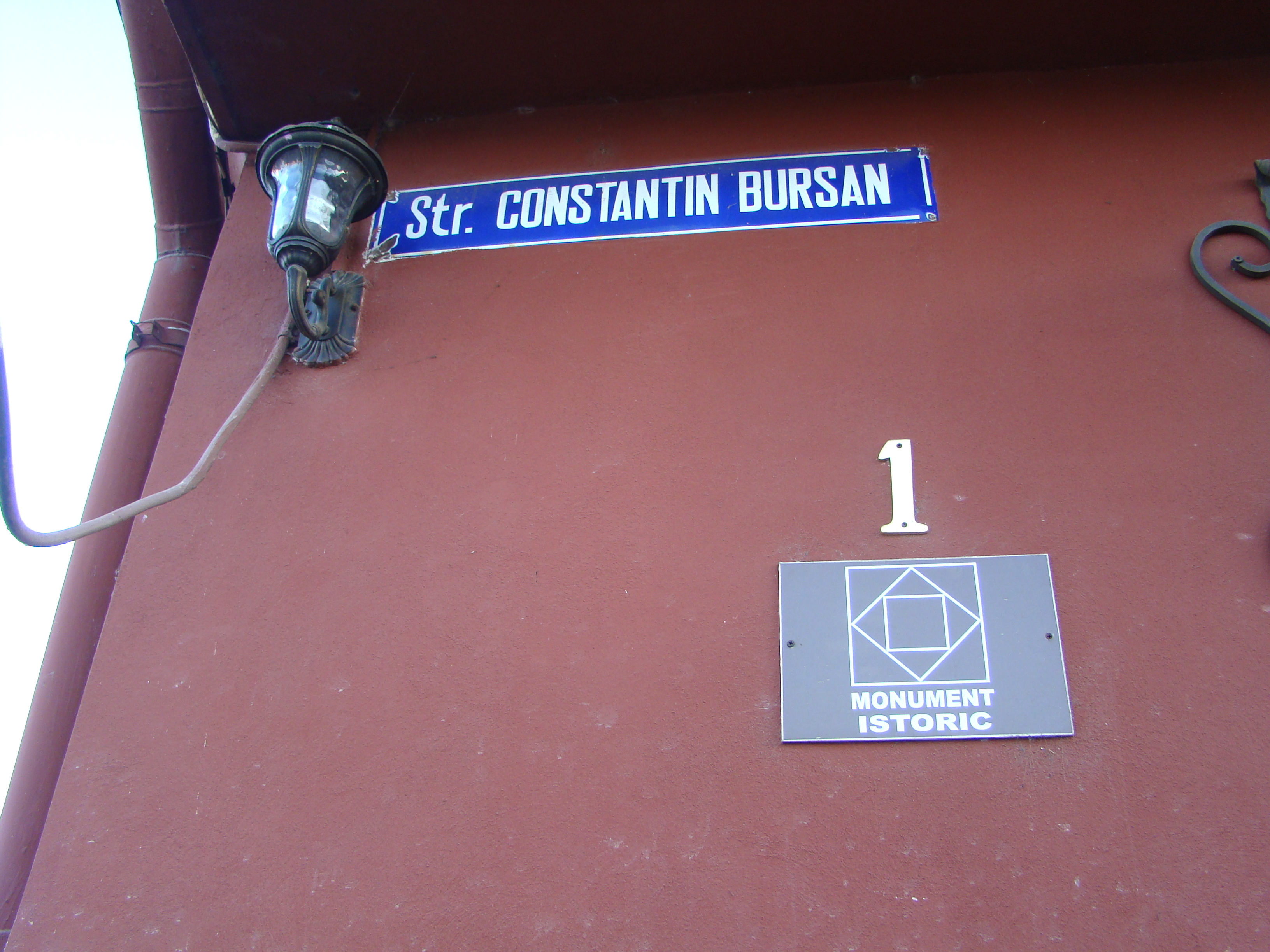
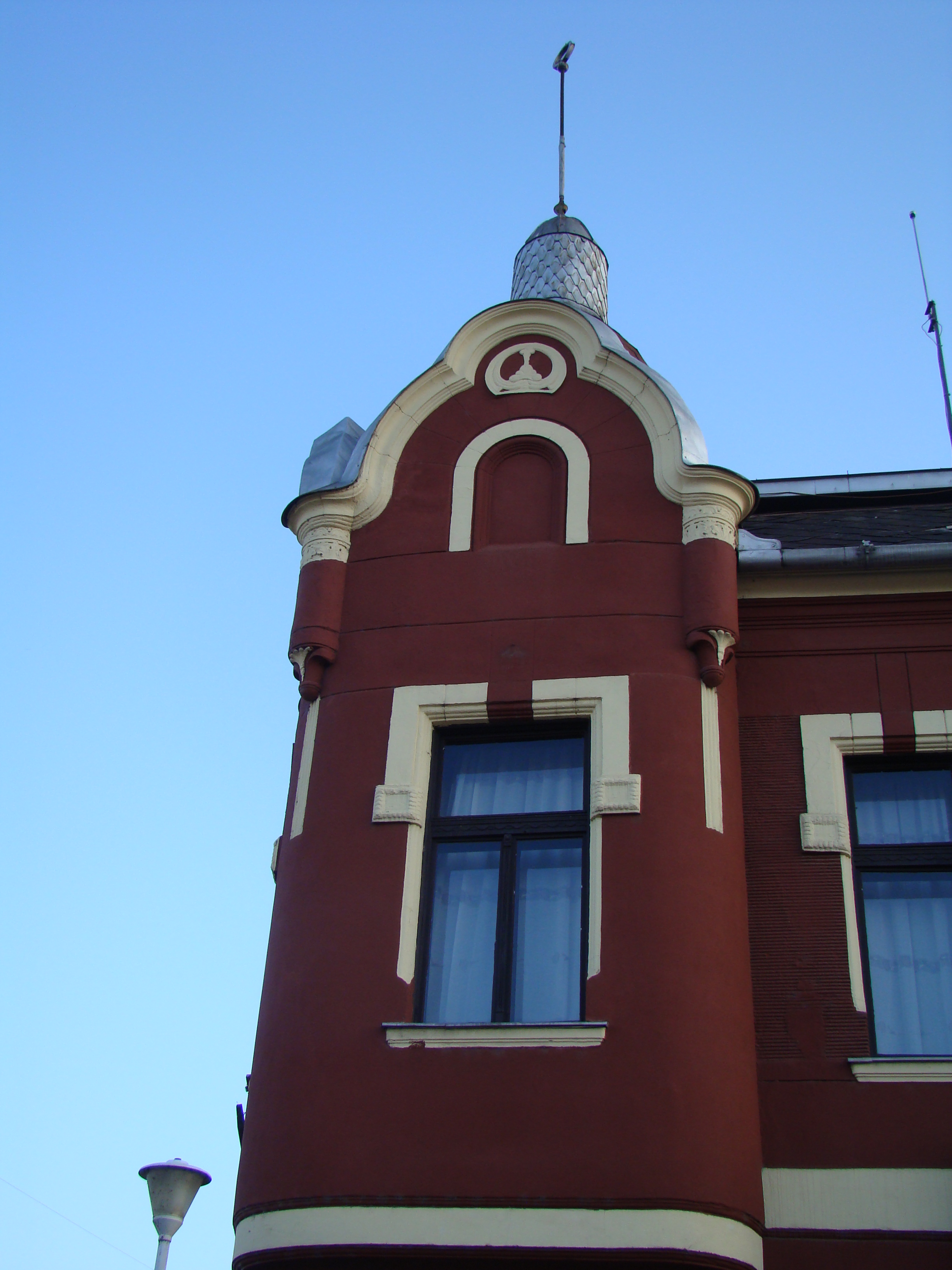
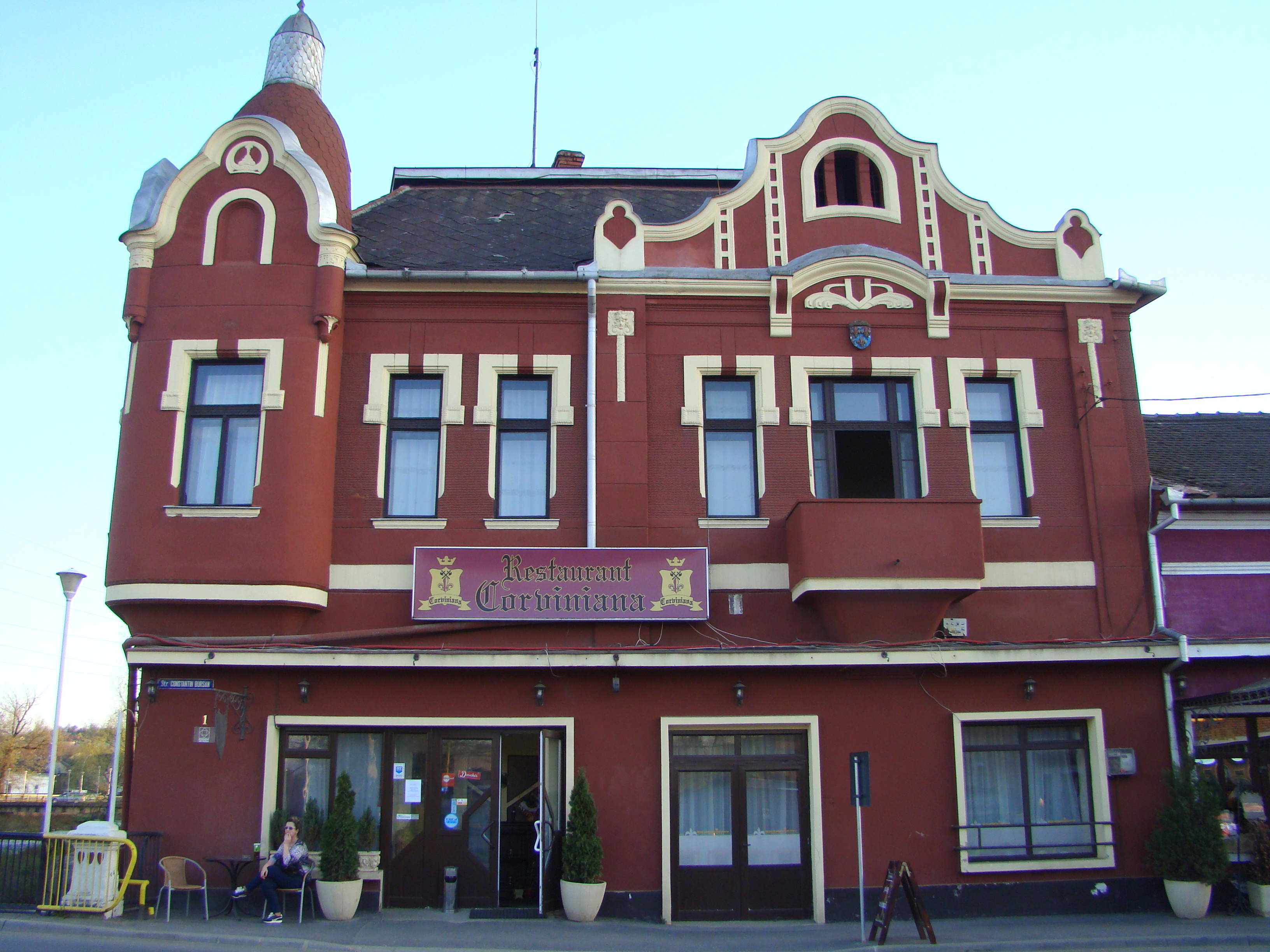
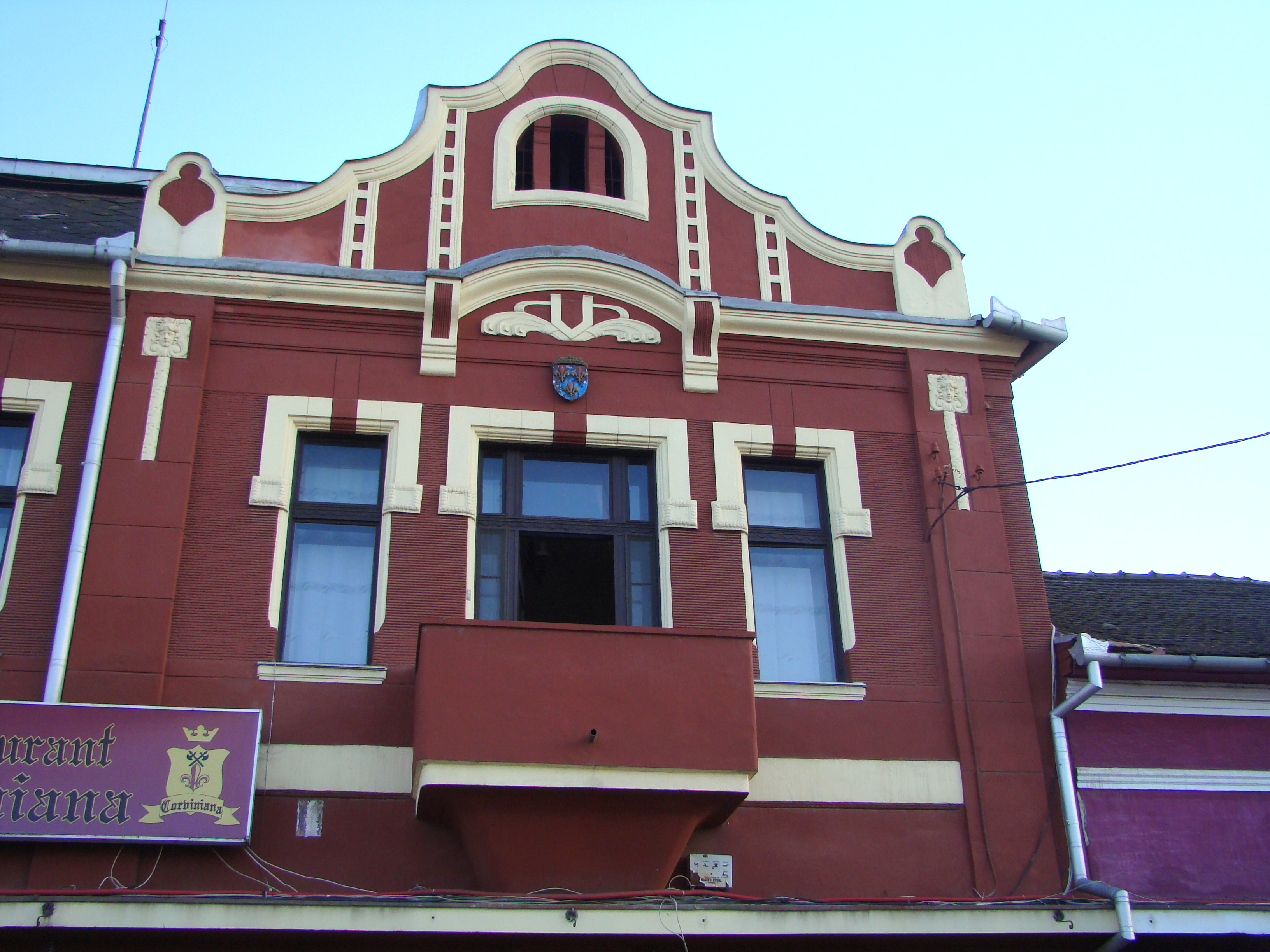
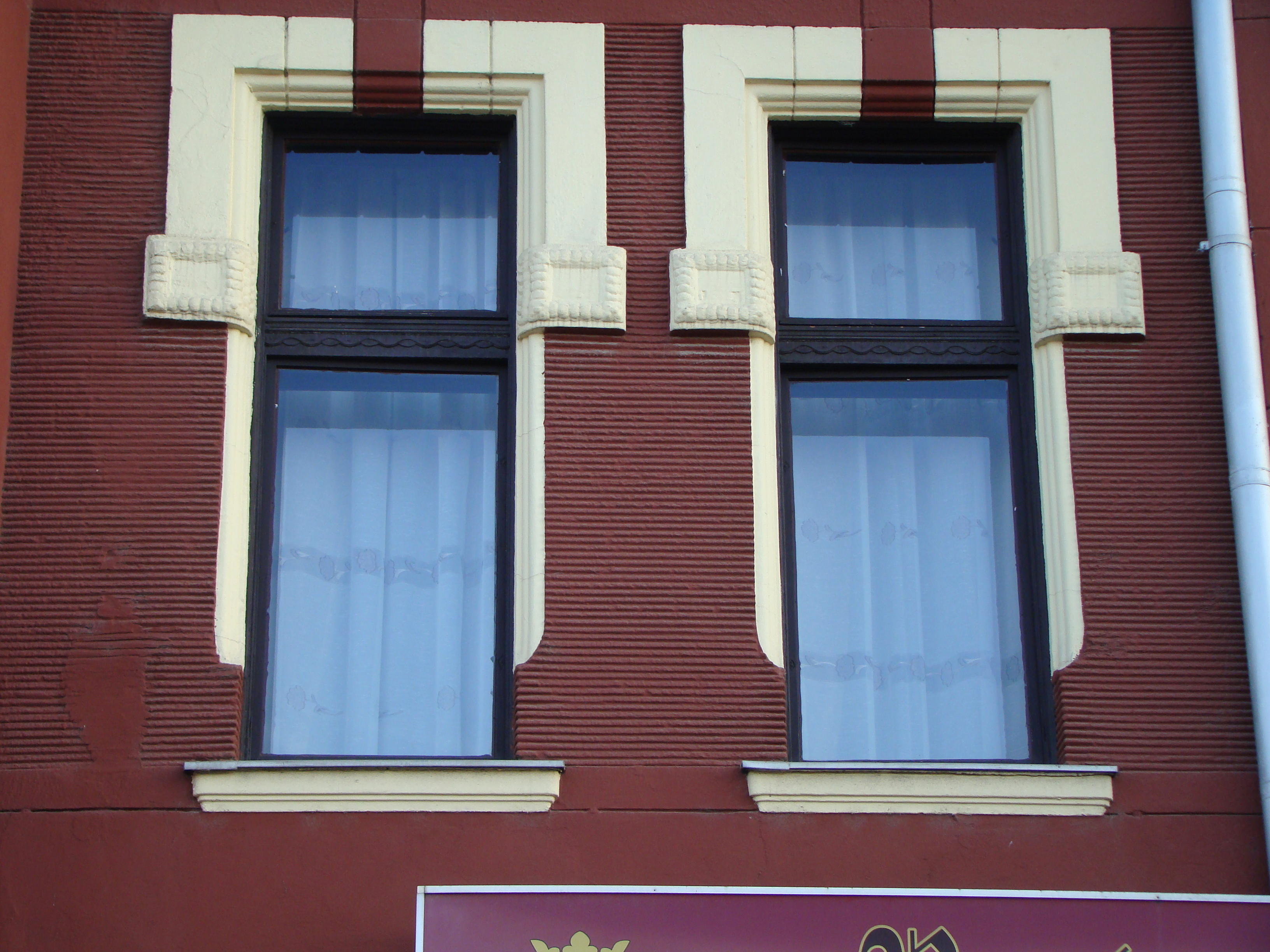
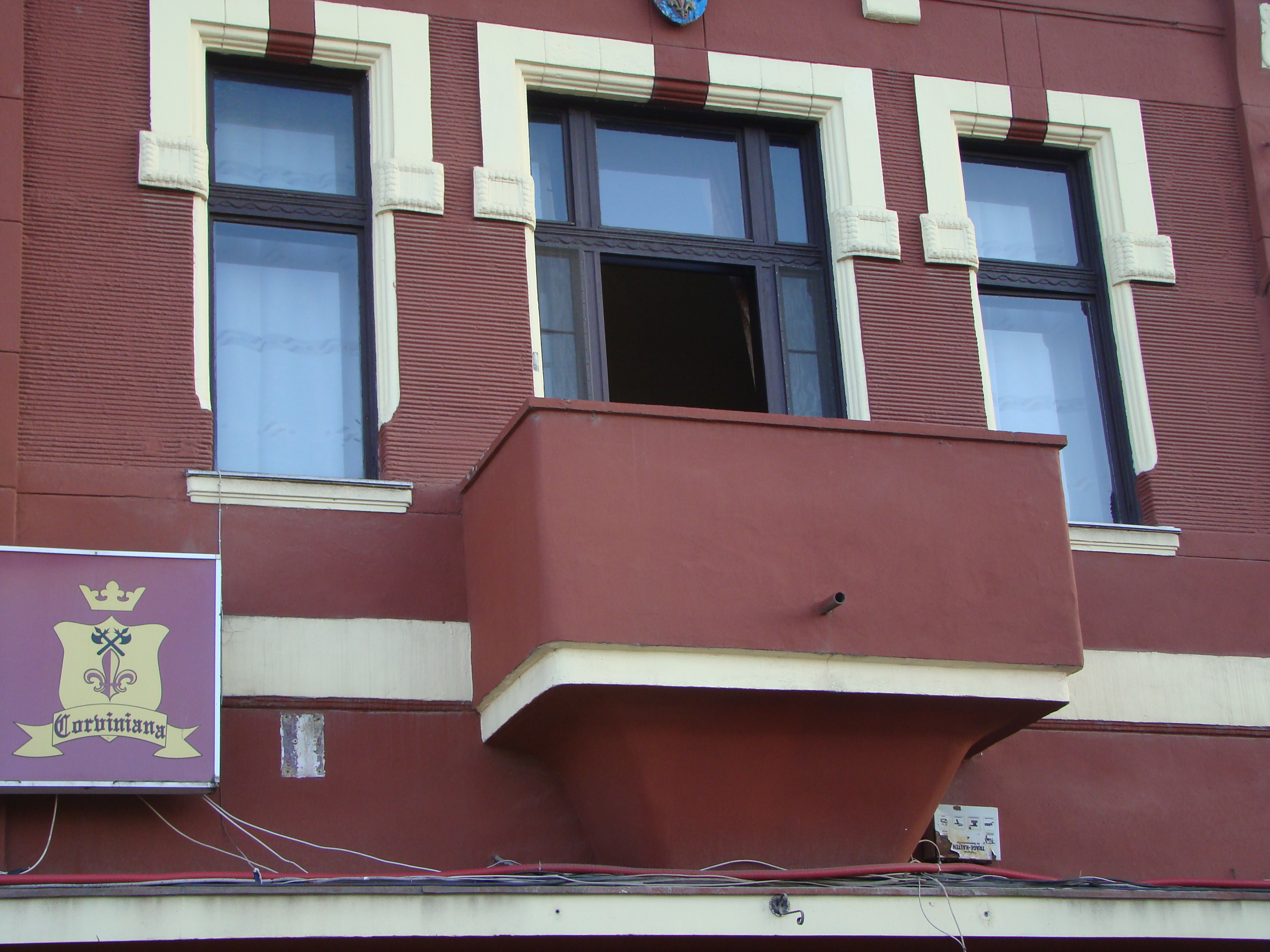
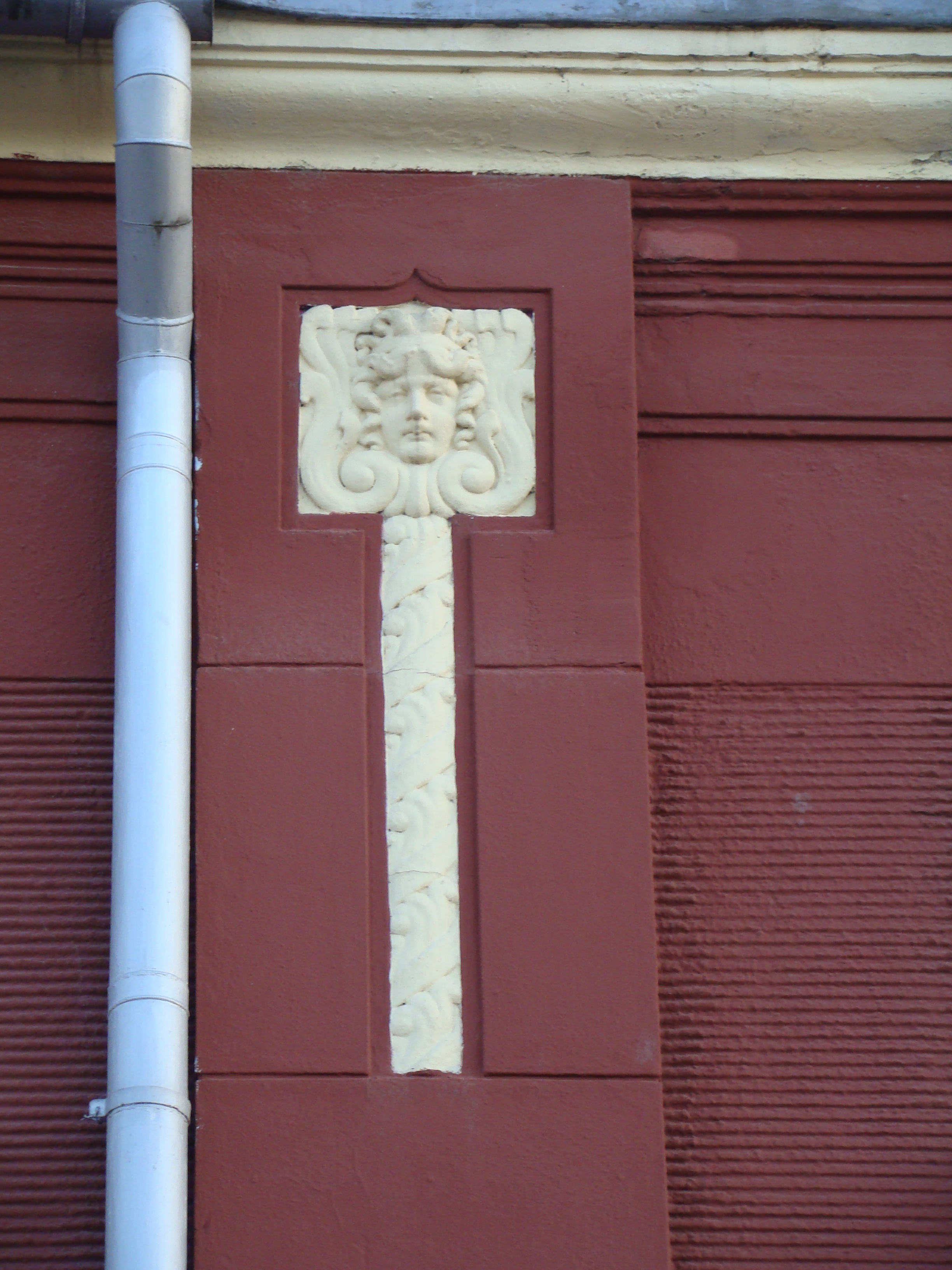
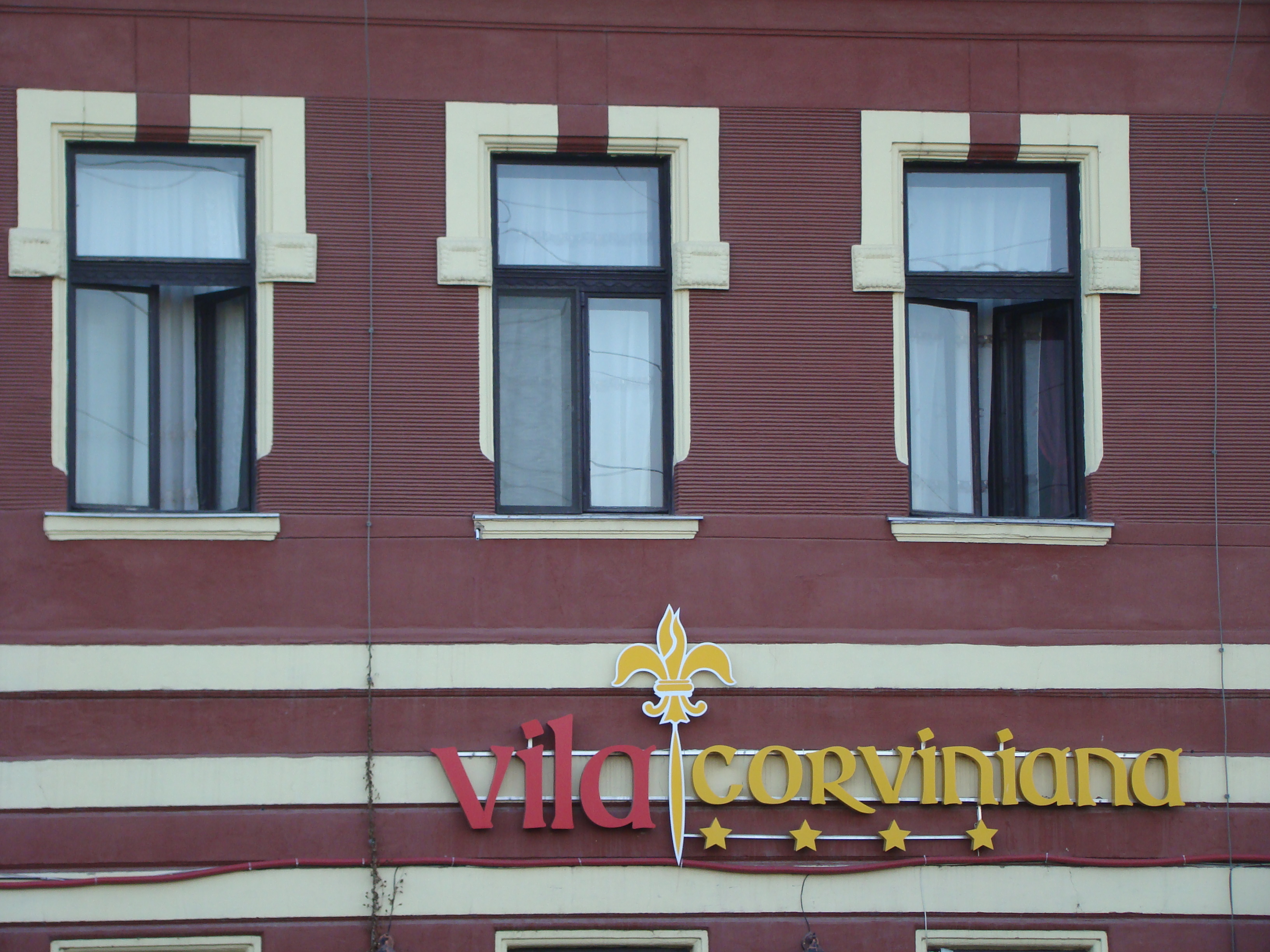
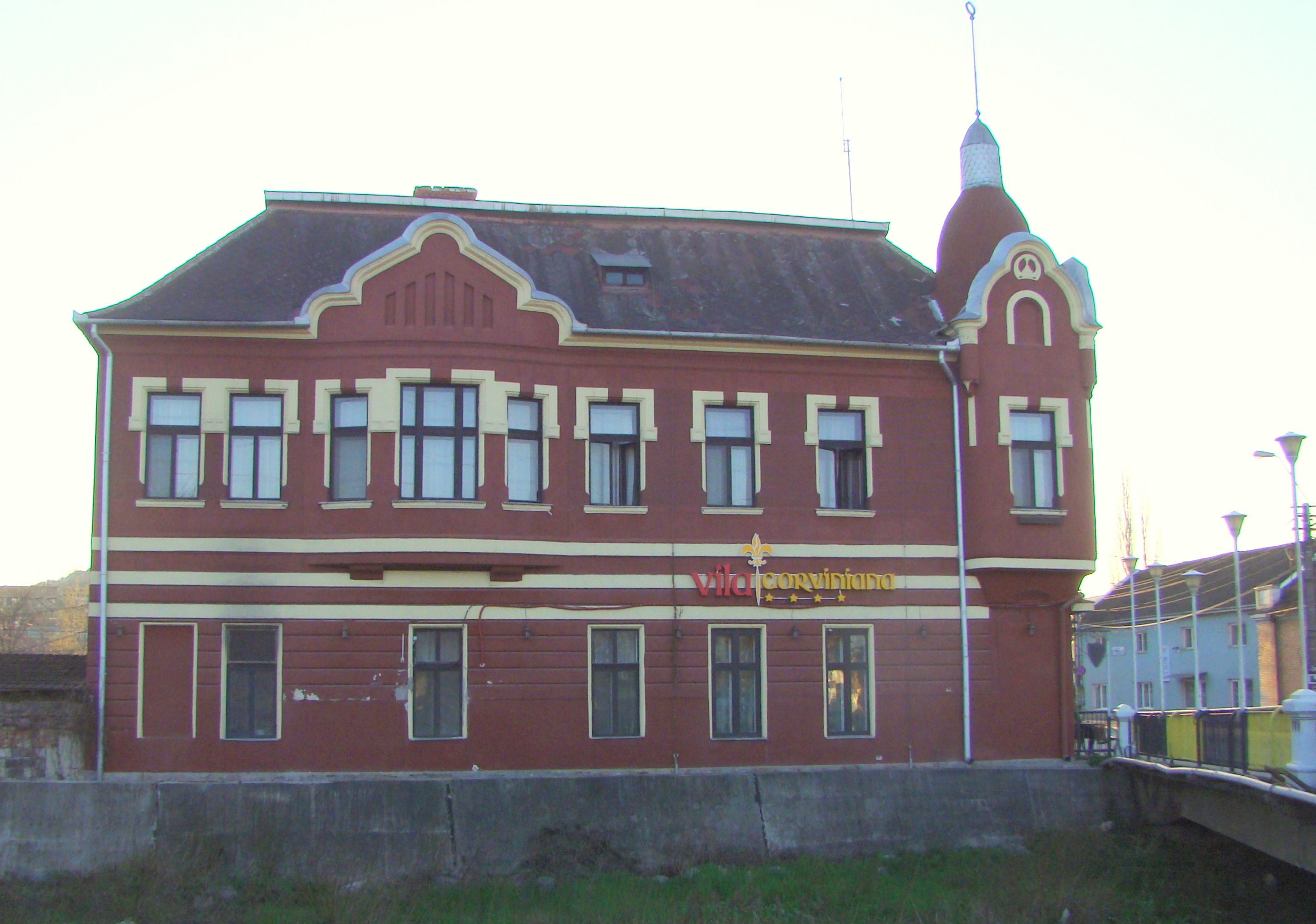
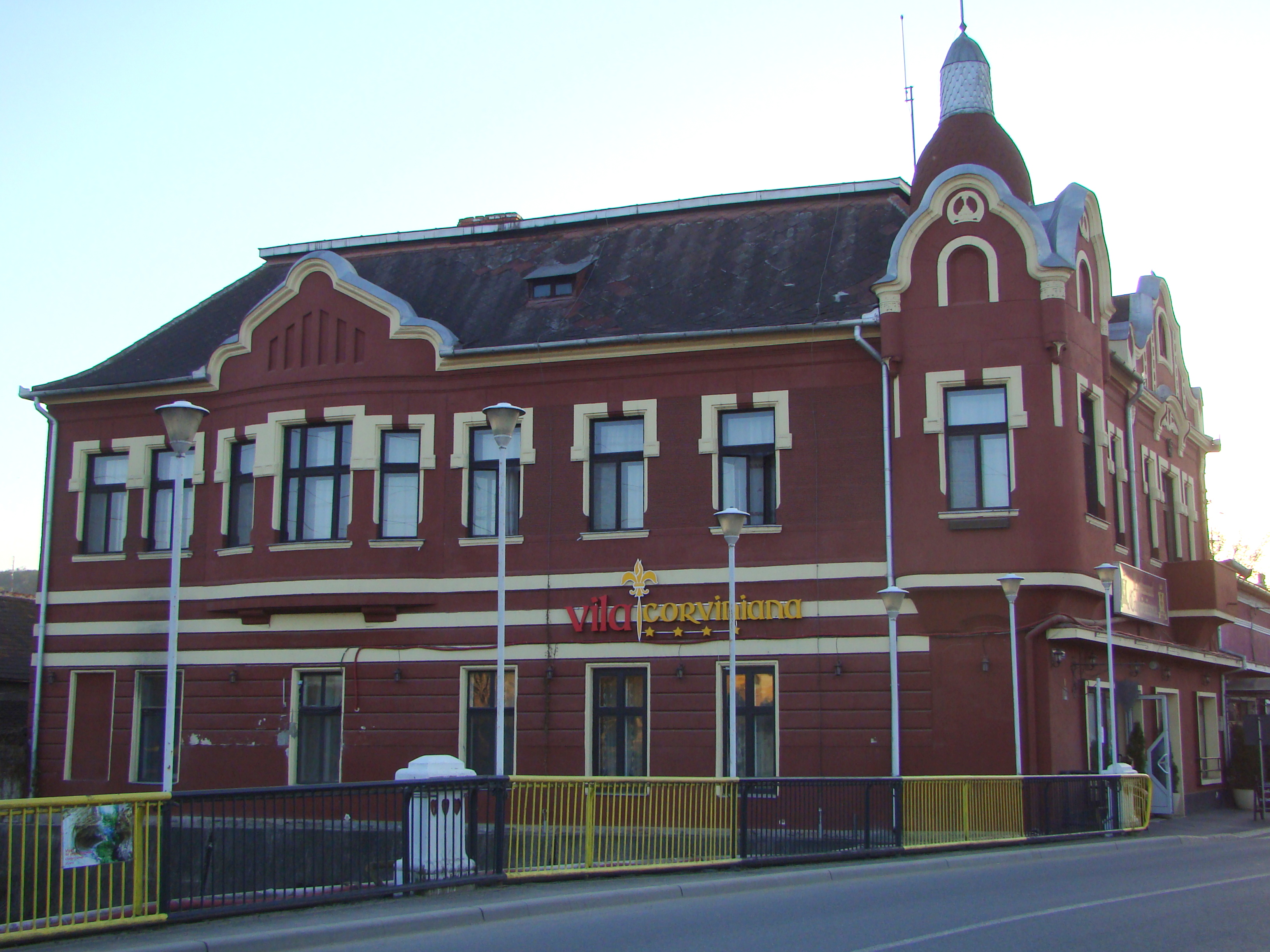
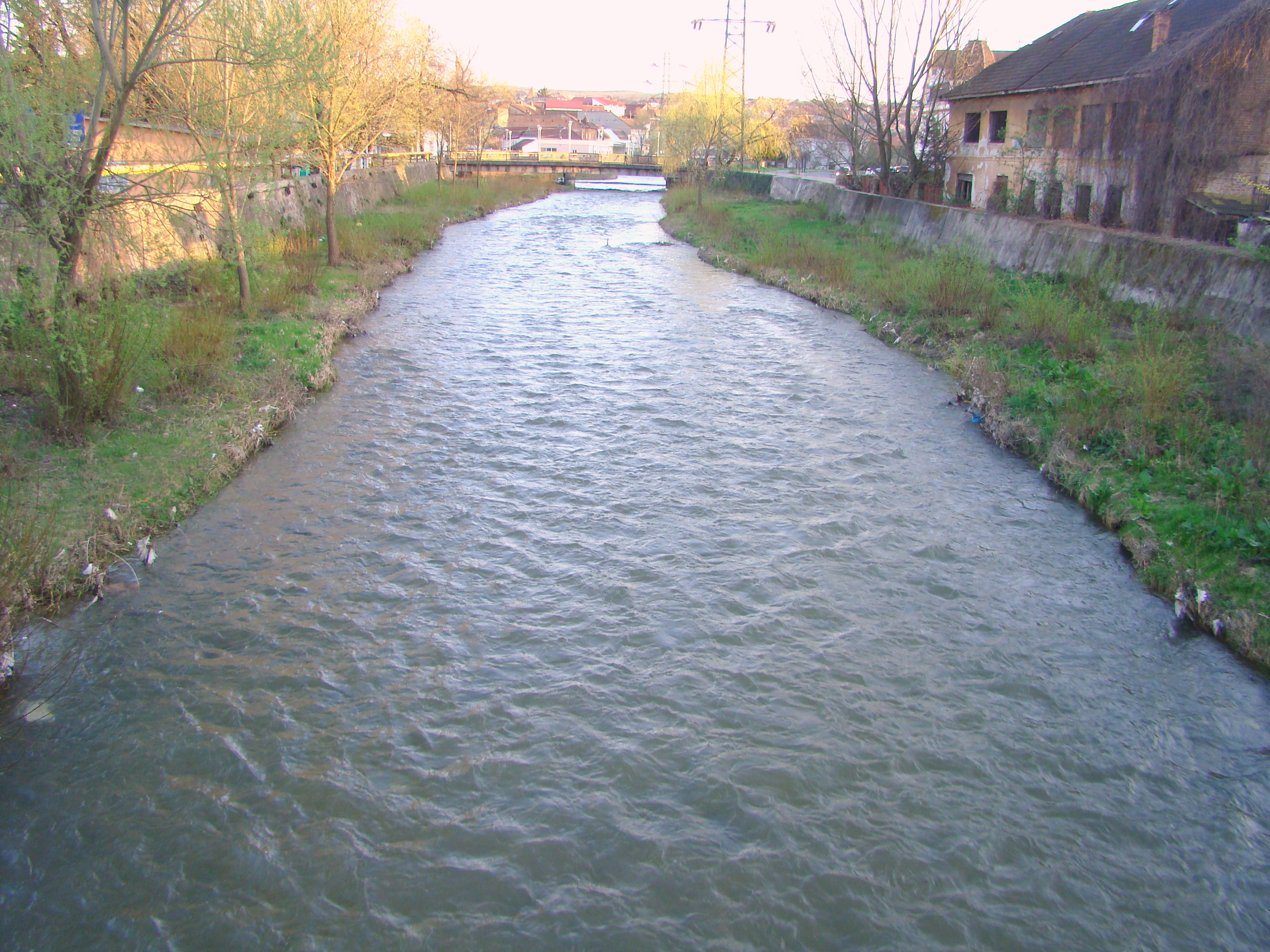
Cerna Hunedoreană